# Бескид (станція)
Бески́д — проміжна залізнична станція 4 класу Ужгородської дирекції Львівської залізниці.
Розташована південніше села Опорець Сколівського району Львівської області на лінії Стрий — Батьово між станціями Лавочне (8 км) та Скотарське (8 км).

## Історія
Станцію було відкрито 1885 року у складі залізниці Мукачеве — Стрий. Відкриття залізниці та станції стало можливим після спорудження Бескидського тунелю. Назву станція отримала від Бескидів — однієї з частин Українських Карпат, якою пролягає залізниця.
Електрифіковано станцію 1956 року у складі залізниці Лавочне — Мукачеве, першої на Львівській залізниці електрифікованої ділянки.

## Особливості станції
Офіційно жоден пасажирський потяг далекого сполучення на станції зупинки не має, однак можливість зупинки на станції зазначена у внутрішньовагонних розкладах з поміткою «технічна зупинка». Така ситуація має місце тому, що відразу за південною горловиною станції починається старий Бескидський тунель, який є одноколійним, тож часто станція була місцем очікування зустрічного потяга. На станції були розгорнуті будівельні роботи другого тунелю, південний портал якого виведено паралельно порталу старого тунелю.
24 травня 2018 року новий двоколійний Бескидський тунель було відкрито, а з 25 травня ним курсують потяги.

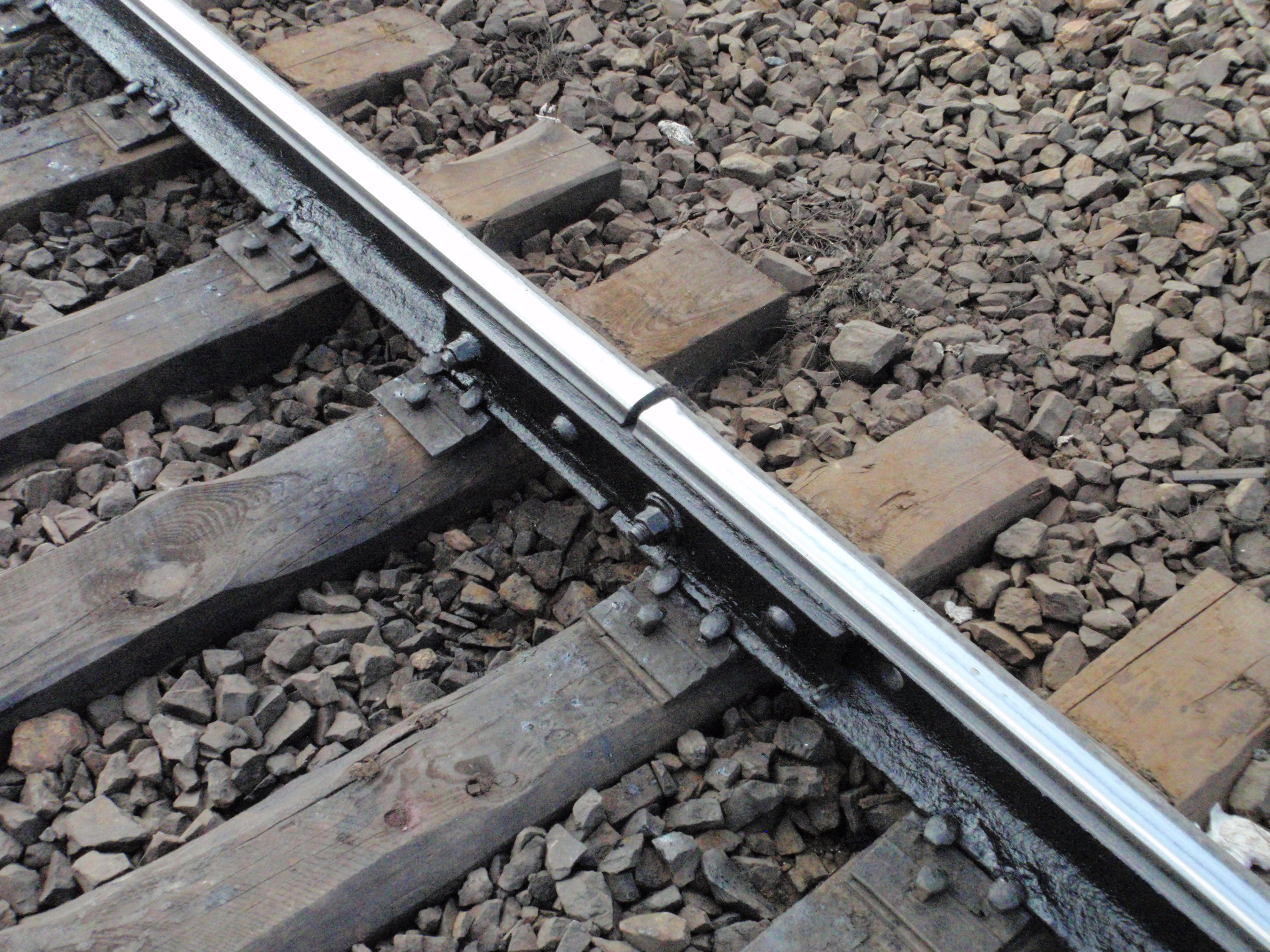
Стик рейок на станції Бескид

## Річний розподіл приміських поїздів
| Сполучення         | 2015/2016 | 2016/2017 | 2017/2018 | 2018/2019 | 2019/2020 | 2020/2021 | 2021/2022 |
| ------------------ | --------- | --------- | --------- | --------- | --------- | --------- | --------- |
| Лавочне — Мукачево | 1         | 1         | 1         | 1         | 1         | 1         | 1         |
| Стрий — Мукачево   | 0         | 0         | 0         | 1         | 1         | 0         | 0         |
| Чоп — Львів        | 1         | 1         | 1         | 1         | 1         | 0         | 1         |
| Львів — Мукачево   | 2         | 2         | 2         | 2         | 2         | 2         | 2         |
| Мукачево — Львів   | 1         | 1         | 1         | 1         | 1         | 1         | 1         |
| Мукачево — Стрий   | 1         | 1         | 1         | 2         | 2         | 1         | 1         |
| Львів — Чоп        | 1         | 1         | 1         | 1         | 1         | 0         | 1         |
| Мукачево — Лавочне | 1         | 1         | 1         | 1         | 1         | 1         | 1         |